# Liste der Flugplätze in Mosambik
Die Liste der Flugplätze in Mosambik gibt einen Überblick über die Flugplätze im südostafrikanischen Staat Mosambik:
| Name des Flughafens             | ICAO-Code | IATA-Code | Zugeordnete Stadt/Städte |
| ------------------------------- | --------- | --------- | ------------------------ |
| Flughafen Angoche               | FQAG      | ANO       | Angoche                  |
| Flughafen Insel Bazaruto        |           | BZB       | Bazaruto                 |
| Internationaler Flughafen Beira | FQBR      | BEW       | Beira                    |
| Flughafen Insel Benguerra       |           | BCW       | Benguera                 |
| Flughafen Bilene                | FQBI      |           | Bilene                   |
| Flughafen Chimoio               | FQCH      | VPY       | Chimoio                  |
| Flughafen Cuamba                | FQCB      | FXO       | Cuamba                   |
| Flughafen Inhaca                | FQIA      | IHC       | Inhaca                   |
| Flughafen Indigo Bay Lodge      |           | IBL       | Bazaruto                 |
| Flughafen Inhambane             | FQIN      | INH       | Inhambane                |
| Flughafen Lichinga              | FQLC      | VXC       | Lichinga                 |
| Flugplatz Lumbo                 | FQLU      | LFB       | Lumbo                    |
| Flughafen Maputo                | FQMA      | MPM       | Maputo                   |
| Flughafen Marrupa               | FQMR      |           | Marrupa                  |
| Flughafen Mocímboa da Praia     | FQMP      | MZB       | Mocímboa da Praia        |
| Flughafen Mueda                 | FQMD      | MUD       | Mueda                    |
| Flughafen Nacala                | FQNC      | MNC       | Nacala                   |
| Flughafen Nampula               | FQNP      | APL       | Nampula                  |
| Flughafen Pemba                 | FQPB      | POL       | Pemba / Porto Amelia     |
| Flughafen Ponta do Ouro         | FQPO      |           | Ponta do Ouro            |
| Flughafen Quelimane             | FQQL      | UEL       | Quelimane                |
| Flughafen Songo                 | FQSG      |           | Songo                    |
| Flughafen Chingozi              | FQTT      | TET       | Tete                     |
| Flughafen Ulongué               | FQUG      |           | Ulongué                  |
| Flughafen Vilanculos            | FQVL      | VNX       | Vilankulo                |